# Harry Iauko
Harry Iarris Iauko est un homme d'affaires homme politique vanuatais.

## Biographie

### Entrée en politique
Originaire de l'île de Tanna, il s'engage comme jeune homme au Vanua'aku Pati dans les années 1990, et en devient le secrétaire général en 2005,,. Il mène carrière comme homme d'affaires, devenant notamment le président du conseil de direction d'Air Vanuatu. En 2006, il est entremetteur dans la vente de terres publiques à une compagnie fidjienne par le maire de Port-Vila, la capitale de Vanuatu. En juillet 2008, l'ombudsman publie un rapport montrant que cette vente s'est faite de manière illégale et frauduleuse, accuse Harry Iauko de corruption, et recommande (sans succès) des poursuites pénales.
Il entre au Parlement de Vanuatu comme député de Tanna aux élections législatives de septembre 2008. Furieux de ne s'être pas vu proposer un poste de ministre dans le gouvernement d'Edward Natapei, le chef du Vanua'aku Pati et nouveau Premier ministre, il introduit sans succès une motion de censure au Parlement pour destituer le gouvernement. Il est alors suspendu du parti. Invité sur Radio Vanuatu, et ne se rendant pas compte que son microphone est déjà allumé et que la diffusion a commencé, il critique le député Philip Boedoro pour n'avoir pas voté cette motion « malgré tout l'argent qu'il a reçu pour voter contre le gouvernement ». Il n'est pas inquiété par la justice à la suite de cette confession accidentelle.

### Ministre
En raison de son influence, Edward Natapei le nomme finalement ministre des Terres en juin 2009. Le député d'opposition Ralph Regenvanu critique alors publiquement cette nomination d'un homme « corrompu » à un poste aussi sensible.  Dans le même temps, alors qu'il est ministre dans le gouvernement Natapei, Harry Iauko mène campagne auprès des membres du parti pour pouvoir remplacer le Premier ministre comme chef du parti, ce qui amène le Premier ministre à le limoger du gouvernement en novembre,. En avril 2010, en parallèle du congrès officiel du Vanua'aku Pati, Harry Iauko prétend organiser son propre congrès du parti, et s'y fait élire chef du parti. À l'exception de Willie Reuben Abel, les députés du parti ne le suivent pas, et restent fidèles à Edward Natapei. 
Le 4 décembre 2010, l'opposition parvient à constituer une majorité parlementaire et destitue le gouvernement Natapei. Le nouveau Premier ministre Sato Kilman nomme Harry Iauko ministre des Infrastructures et du Service public. Le 21 décembre, il le nomme ministre des Terres. En janvier 2011, la direction du service public des terres remet au gouvernement un rapport « accablant » sur la corruption au ministère des Terres lorsque Harry Iauko en avait été le ministre pour la première fois en 2009. Le rapport est également publié par le journal The Vanuatu Daily Post,. Sato Kilman conserve Harry Iauko dans son gouvernement, mais le déplace à nouveau vers le ministère des Infrastructures le 18 février. 
Après plusieurs articles critiques à son encontre dans le Daily Post, Harry Iauko mène le 4 mars 2011 un groupe de sept hommes -dont son conseiller politique Jay Ngwele- qui pénètrent dans les locaux du journal et passent à tabac le directeur de la publication du journal, Marc Neil-Jones, l'étranglant et le rouant de coups de poing et de pied, notamment à la tête. Laissant Marc Neil-Jones inconscient au sol, Harry Iauko menace en ces termes le rédacteur en chef du journal, Royson Willie : « Tu veux que je te casse la gueule ? Je vais te tuer ». Inculpé et reconnu coupable de ces violences, Harry Iauko est condamné à une amende de 15 000 vatu (120 €), une peine condamnée comme dérisoire par Reporters Sans Frontières,,,. En décembre 2011, lorsque la branche vanuataise de Transparency International publie un rapport accusant Harry Iauko de corruption, celui-ci pénètre de force dans les locaux de l'organisation, et menace de défenestrer des employés et d'incendier le bâtiment.
Il forme le « groupe Iauko » pour les élections législatives de 2012, à la suite desquelles il est reconduit à son ministère. 

### Mort
Pris d'un malaise à Luganville le 10 décembre 2012, il est hospitalisé en urgence et meurt le même jour, de complications résultant d'une pneumonie,. Son fils Pascal Iauko remporte l'élection partielle pour son siège au Parlement, avant d'être condamné à une peine de prison ferme pour corruption en 2015 et destitué. Ses autres fils Xavier Iauko et Anthony Iauko entrent à leur tour au Parlement en 2020, le premier pour le groupe Iauko et le second pour l'Union des partis modérés. 